# Gagata sexualis
Gagata sexualis är en fiskart som beskrevs av Tilak, 1970. Gagata sexualis ingår i släktet Gagata och familjen Sisoridae. IUCN kategoriserar arten globalt som livskraftig. Inga underarter finns listade i Catalogue of Life.